# Edlbacher
Příjmení Edlbacher nosí více významných osobností:
příjmení
- August Edlbacher starší (1804, Sierning ? – 1862), rakouský politik německé národnosti
- August Edlbacher (1833, Sierning – 1916), rakouský soudce a politik
- Joseph Edlbacher (1817–1868), rakouský malíř
- Ludwig Edlbacher (1843–1905), rakouský historik
- Max Edlbacher (1835, Sierning – 1893),  rakouský právník a politik německé národnosti
- Maximilian Josef Augustin Edlbacher (1865–1936), rakouský zpěvák
  - Siegfried Edlbacher (1886, Linec – 1946), rakouský fyziologický chemik[1]